# Couze de Valbeleix
La Couze de Valbeleix est un ruisseau français d’Auvergne-Rhône-Alpes qui prend sa source dans le massif du Cézallier et se jette dans la Couze Pavin. C’est un affluent de l’Allier par la Couze Pavin. Elle fait partie du bassin versant de la Loire.

## Géographie
La Couze de Valbeleix prend sa source dans le massif du Cézallier  près du col de la Chaumone. Elle prend une direction nord jusqu’au village de Compains puis s'enfonce vers Valbeleix. D'anciens moulins jalonnent son parcours jusqu'à ce village (par exemple, moulin de Perot, moulin de Sparana). Elle reçoit le ruisseau des Règes à la hauteur de Belleguette puis le ruisseau de la Gazelle, à l'entrée du Valbeleix. Elle quitte ensuite les plateaux volcaniques pour s’enfoncer dans les gorges de Courgoul où elle reçoit le ruisseau de Sault. Elle rejoint la Couze Pavin en rive droite au village de Saurier.

## Affluents
- Ruisseau des Règes
- Ruisseau de la Gazelle
- Ruisseau de Sault
- Ruisseau de Ladrel
- Ruisseau des Gaopes
- Ruisseau de Lagouzoux

## Communes traversées
Le ruisseau traverse ou longe les communes suivantes, toutes situées dans le département du Puy-de-Dôme :
- Compains, Valbeleix, Courgoul, Saurier